# Дірен
Дірен (нід. Dieren, нід. вимова: [ˈdiːrə(n)]) — місто в нідерландській провінції Гелдерланд, на березі річки Ейссел. Входить до муніципалітету Реден.
До 1818 року мало статус окремого муніципалітету.

## Галерея

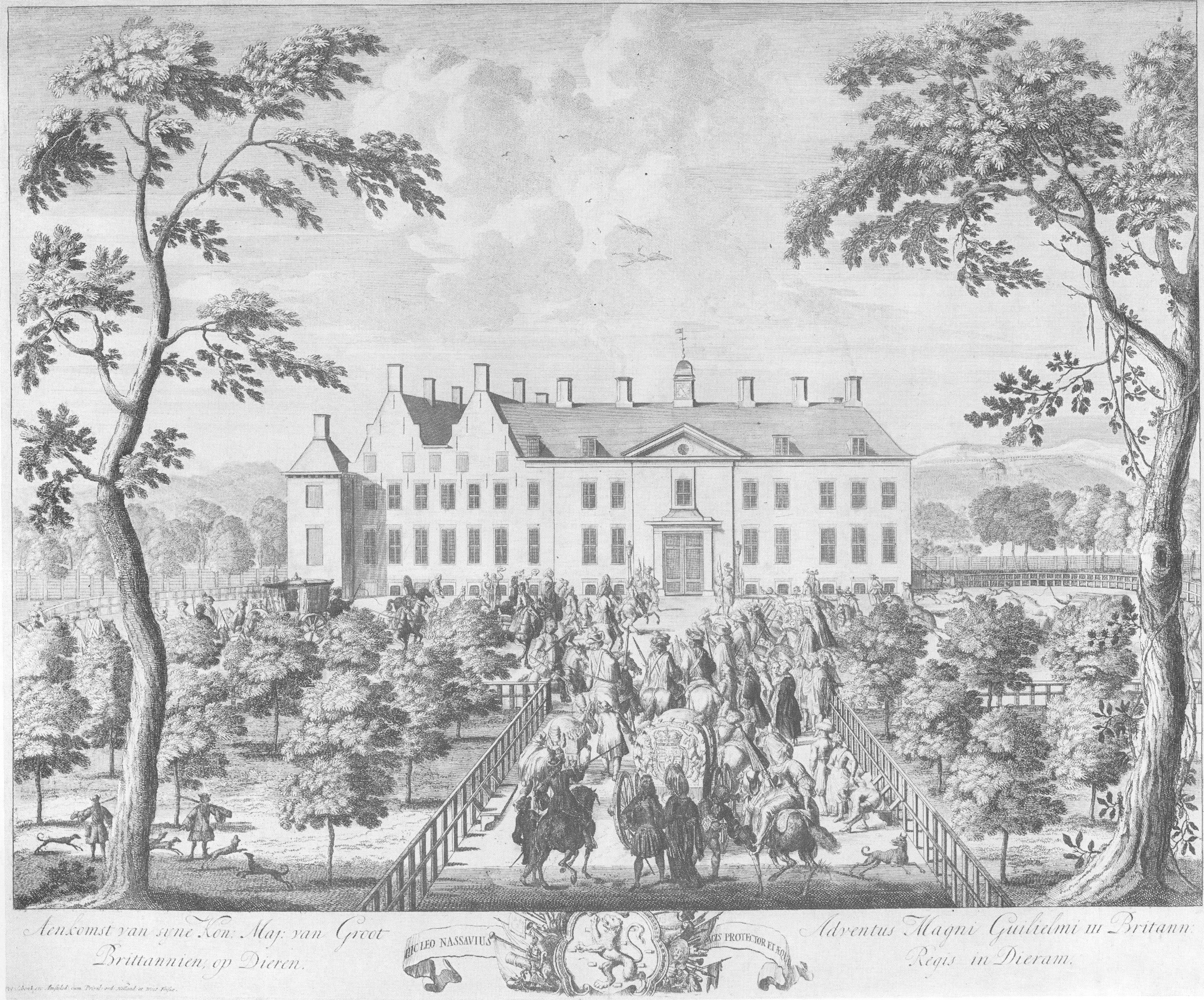
Прибуття Вільгельма III Оранського до замку Дірен (1691)
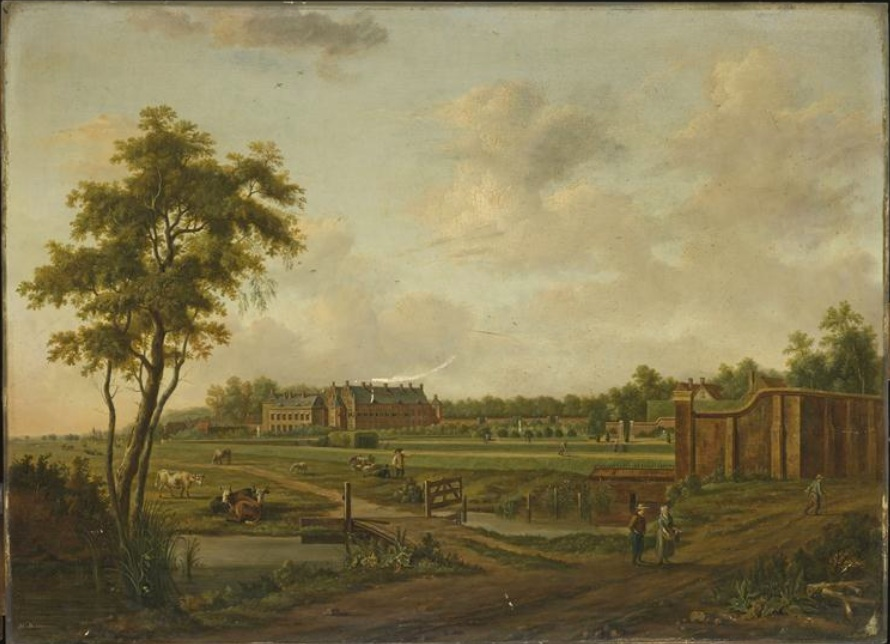
Замок Дірен (18 ст.)